# Cynorkis bimaculata
Cynorkis bimaculata là một loài thực vật có hoa trong họ Lan. Loài này được (Ridl.) H.Perrier mô tả khoa học đầu tiên năm 1939.